# Andra Klass
Den här artikeln är relaterad till musik. För andra klass inom skolväsendet, se Skolår 2
Andra Klass, det svenska trallpunkbandet Varnagels andra CD-släpp, kom ut 2004.

## Låtlista
| Nr | Titel          | Längd |
| -- | -------------- | ----- |
| 1. | Jag behöver er | 3.09  |
| 2. | Frihet för få  | 2.33  |
| 3. | Andra Klass    | 2.56  |
| 4. | Ekenelegi      | 2.27  |
| 5. | Säljakt        | 3.32  |
| 6. | Grav           | 2.16  |